# Detershagen (Kröpelin)
Detershagen ist ein Ortsteil der Stadt Kröpelin im Landkreis Rostock in Mecklenburg-Vorpommern.

## Geografie und Verkehrsanbindung
Detershagen liegt südwestlich des Kernortes Kröpelin. Nördlich verläuft die B 105. Durch den Ort fließt der Stadtbach, der am westlichen Ortsrand in den Sägebach, einen rechten Nebenfluss des Hellbaches, mündet.

## Orts- und Gutsgeschichte
Detershagen war ursprünglich Klosterland der Doberaner Präpostitur, ersterwähnt 1250 im Zusammenhang mit der Verleihung von Wald durch Burwy von Rostock an seine Stadt Kröpelin. Die von Moltke besaßen nach alten Urkunden zeitweise einen Hof und Rechte in Detershagen, die der Ritter Johann Moltke wieder an das Kloster Doberan verkaufte. Die Ortsgeschichte blieb vordergründig mit der Historie des später entstehenden Gutes Detershagen verbunden. Detershagen war lange im Besitztum der briefadeligen Familie von Storch, die direkt mit ihren Vorfahren aus Mecklenburg stammt und 1753 den Reichsadelsstand erhielt. Schon ein Jahr danach erfolgte die Aufnahme in die mecklenburgische Anerkennung, da die Vorfahren über ein Jahrhundert die Anwesenheit im Land nachwiesen. Mit Bernhard von Storch-Parchow (1816–1890), verheiratet mit der Gutsbesitzerstochter Luise Warnke, beginnt die Genealogie vor Ort. Ihr Sohn Albert von Storch (1843–1910) wurde der Erbe, dann für ein Jahr (1910) der Enkel Detlev von Storch, bereits als Fideikommissherr. Die Leitung übernahm dann seine Witwe, die Generalstochter Marie Luise, geborene von Plüskow (1886–1954). Detershagen blieb Allodialgut, die Größe betrug 615 ha, inklusive der 100 ha Waldfläche. Schwerpunkt des Gutsbetriebes war die große Schafsviehwirtschaft mit 500 Tieren in den Ställen. Landwirtschaftlich baute man vor allem Zuckerrüben an. Die Gutsverwaltung führte Inspektor Bielefefdt. Dessen Nachfolger blieb bis zur Bodenreform Jürgen Detlev von Storch (1908–1955). Die Nachfahren lebten unter anderem in Chile und Argentinien.